# Benoni Portela Leal
Benoni Portela Leal, ou apenas Benoni Leal, (Valença do Piauí, 29 de maio de 1928 – Teresina, 10 de fevereiro de 1999) foi um comerciante, agricultor, industrial e político brasileiro, outrora deputado estadual pelo Piauí.

## Dados biográficos
Filho de Benedito Portela Leal e Francisca Soares de Carvalho Leal. Comerciante, agropecuarista e industrial, ingressou no PSD e nesta legenda elegeu-se prefeito de Elesbão Veloso em 1954 e deputado estadual em 1958 e 1962. Mediante a outorga do bipartidarismo pelo Regime Militar de 1964, filiou-se à ARENA e foi eleito suplente do senador Petrônio Portela em 1966.
Genro de Abdon Portela Nunes e cunhado de Alcides Nunes, José Martins Nunes e Abdon Nunes.